# Radim (Kolíni járás)
Radim település Csehországban, a Kolíni járásban. Radim Chotutice, Plaňany, Pečky, Vrbčany és Dobřichov településekkel határos. Lakosainak száma 1208 fő (2024. január 1.).

## Népesség
A település lakosságának változását az alábbi diagram mutatja:
| Lakosok száma | 742  | 930  | 1022 | 932  | 884  | 943  | 1246 | 1231 | 1216 | 1208 |
|               | 1869 | 1890 | 1921 | 1950 | 1980 | 2001 | 2017 | 2019 | 2022 | 2024 |